# Guerrilla gardening
Guerrilla gardening eller guerilla havearbejde er politisk havearbejde, en form for direkte aktion, som primært praktiseres af miljøforkæmpere. Det er relateret til jordrettigheder, jordreform, og permakultur. Aktivister overtager et stykke jord, hvor de dyrker afgrøder og planter. Guerilla gartnere gør det for at genindtage jorden der har været vanrøgtet eller misbrugt og give det tilbage til folk. Nogle gør det for som et modsvar til den golde asfalt og flisebelægning i byerne, ved at så blomster i sprækker med jord – på den måde kommer der lidt grønt og farver i det ellers grå bymiljø.
Nogle guerilla gartnere udfører deres handlinger om natten, sådan at de i hemmelighed kan så og lave en ny grøntsags- eller blomsterhave. Andre arbejder mere åbent, og de ønsker at arbejde sammen med medlemmer af det lokale samfund.
Når man ønsker at opbygge en have, arbejder man nødvendigvis på langt sigt. Kun énårige sommerblomster og grønsagskulturer kan gennemføres på én vækstsæson. Allerede stauder og de flerårige grønsager (asparges, artiskok, rabarber, jordbær osv.) kræver mindst to vækstperioder for at give det forventede udbytte. Og når der planlægges med frugttræer og -buske for ikke at tale om større prydtræer, så forudsætter det mange års uforstyrret vækst. Alt dette besværliggøres af, at guerillahaverne ligger på jord, som er ejet af nogen, det være sig det offentlige, erhvervsvirksomheder eller ejendomsbesiddere. Ejerne kan når som helst beslutte sig for at bruge jordstykket efter dets formål, dvs. ifølge deres egen plan. Da de har retten på deres side, tvinges politiet til at gribe ind og beskytte entreprenøren, mens grunden bliver ryddet. 
I det stykke svarer guerilla gardening helt til BZ-bevægelsens vilkår, men det svarer også til de betingelser, man førhen gav kolonihavebevægelsen. Kolonihaveforeningerne fik nemlig tildelt jord på steder, hvor man senere – og med kort varsel – kunne indlede byggemodning og opførelse af vej- eller baneanlæg.